# IKCO Soren
El IKCO Samand Soren es una versión retocada del Samand mostrada al público en los inicios del año 2007. Entre sus mayores mejoras se incluyen un airbag para el conductor y el acompañante, cinturones de seguridad con pretensores, luces con altura ajustable y antena retráctil, pero son sólo meras mejoras estéticas, sin ser más opciones de mejoras notificables. 

## Nombre
Es nombrado en honor al general histórico general iraní Suren.

## Modelos
El Soren originalmente disponía de un motor de combustible GNV, que disponía de una mayor economía en el consumo de combustible, la cual; fue exhibida al público en el año 2007, y la cual erogaba hasta unos 150 caballos de vapor (148 HP) de potencia, muy por debajo de lo que modelos occidentales con el mismo combustible pueden otorgar.

### Soren ELX

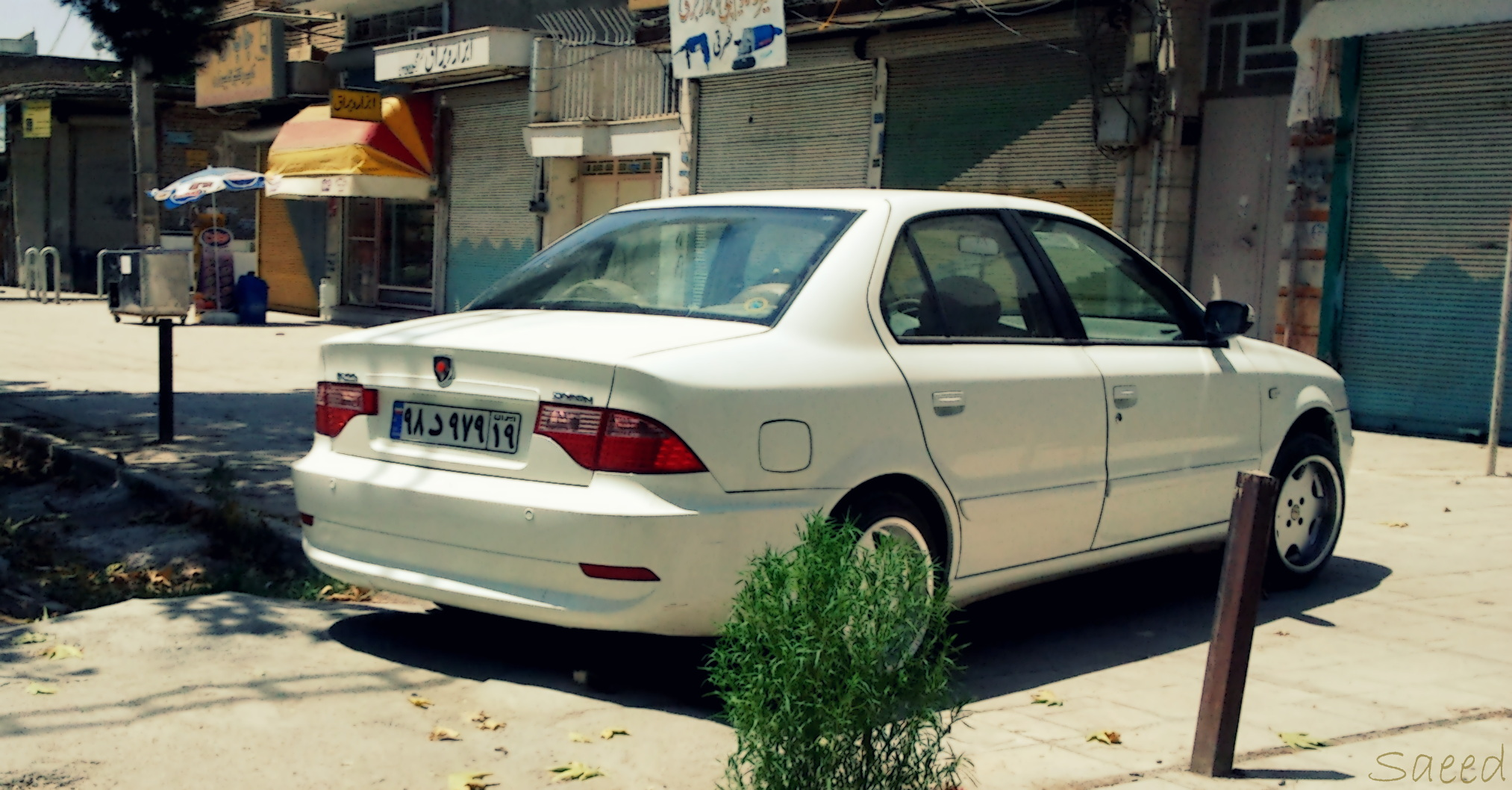
Un IKCO Soren en Kermanshah.

El Soren ELX es una versión modificada del Soren con muchos cambios en comparación a su predecesor. En su estilo de carrocería se ven pocos cambios con respecto al modelo de serie del Soren, con sólo cambios menores en sus exteriores. Dispone de grandes cambios en sus sistemas de seguridad en los que se incluye ESP (como opcional), y un airbag frontal para el pasajero. Dispone a su vez de nuevos diseños interiores, incluyendo una nueva consola de instrumentos y un nuevo diseño de tacómetros. Sus sistemas eléctricos y electrónicos son totalmente digitalizados.

## Variantes disponibles
En las variantes disponibles sólo se diferencian por los motores instalados, que son de desarrollo de la IKCO; los cuales son usados en el Soren ELX:

- EF7
- EF7TC
- Peugeot TU5JP4